# 엘 아모르 노 티에네 프레시오
《엘 아모르 노 티에네 프레시오》(스페인어: El amor no tiene precio)은 2005년 방영된 멕시코의 텔레노벨라이다.